# Argentina Menis
Argentina Menis (Craiova, 19 luglio 1948 – Bucarest, 3 marzo 2023) è stata una discobola rumena, vincitrice della medaglia d'argento alle Olimpiadi di Monaco di Baviera 1972.

## Palmarès
| Anno | Manifestazione | Sede              | Evento           | Risultato | Misura  | Note |
| ---- | -------------- | ----------------- | ---------------- | --------- | ------- | ---- |
| 1971 | Europei        | Helsinki          | Lancio del disco | 4ª        | 59,04 m |      |
| 1972 | Olimpiadi      | Monaco di Baviera | Lancio del disco | Argento   | 65,06 m |      |
| 1973 | Universiadi    | Mosca             | Lancio del disco | Argento   | 63,92 m |      |
| 1974 | Europei        | Roma              | Lancio del disco | Argento   | 64,62 m |      |
| 1975 | Universiadi    | Roma              | Lancio del disco | Argento   | 64,28 m |      |
| 1976 | Olimpiadi      | Montréal          | Lancio del disco | 6ª        | 65,38 m |      |
| 1978 | Europei        | Praga             | Lancio del disco | 5ª        | 62,30 m |      |
| 1980 | Olimpiadi      | Mosca             | Lancio del disco | 16ª       | 53,76 m |      |